# Molon Labe (episodio de Falling Skies)
Molon Labe (En pie de guerra en Latinoamérica, ¡Ven y tómalas! en España) es el séptimo episodio de la segunda temporada de la serie de drama y ciencia ficción de TNT, Falling Skies, fue escrito por Bradley Thompson y David Weddle; y dirigido por Holly Dale y salió al aire el 22 de julio de 2012 en E.U.
Weaver ofrece un trabajo a Matt, Tom captura a otro rehén mientras Ben es traicionado por alguien en quien creía podía confiar y los miembros de la 2nd Mass quedan atrapados en un sótano. Un nuevo enemigo pone en riesgo la vida de los sobrevivientes del campamento.

## Argumento
Ben es llevado por Karen a una trampa, donde lo esperan los Opresores para encontrar información sobre el movimiento de resistencia Skitter. Antes de que Karen pueda colocarle nuevamente el arnés a Ben, Tom y la 2nd Mass llegan y comienzan un tiroteo. Karen se las arregla para escapar, pero en la confusión Tom se las arregla para apuntar con un arma a un Opresor obligando a las fuerzas enemigas a retirarse. Tom se da cuenta del valor de su blanco, decide tomarlo como prisionero.
Weaver reasume el mando y envía a Matt, junto con Lourdes y Anne a conseguir los suministros del sótano antes de irse a Charleston. Tan pronto como el preso ha sido llevado a la base, la 2nd Mass es atacada. Weaver se da cuenta de que el ataque frontal es una distracción y envía a Tom a detener a un Mech que se ha colado por atrás. Aunque exitoso, el resultado explosión deja a Matt y las chicas atrapados en el sótano. Karen aparece a continuación ofreciendo términos: entregan al Opresor y todo el mundo estará a salvo, aunque Tom y Hal no se lo creen ni por un segundo. Ben y Tom discuten sobre el destino final de Ben y deciden salir después de esto para la protección de la 2nd Mass.
En el sótano, Matt y su grupo se encuentra con un Jamil lesionado que fue enviado a buscarlos. Él no tiene ninguna señal visible de lesión pero se encuentra mal y les advierte de no abrir la puerta frente a él. Al mismo tiempo, Maggie y Hal son casi atacados en los túneles por un enjambre de criaturas parecidas a las arañas, aparentemente enviadas por los extranjeros para forzar a la resistencia. Mientras tanto, Jamil se pone de manifiesto que se ha convertido en un caballo de Troya, cuando varias criaturas brotan de su cuerpo, persiguiendo a Matt y a las chicas, atrapándolos en el laboratorio de sangre. Matt es enviado a través de las rejillas de ventilación por Anne en busca de ayuda y por poco evita ser devorado por las criaturas, gracias a ser encontrado por Tom, Ben y Pope. El sótano está cerrado, pero ya que las criaturas pueden comer a través del metal como ratas esto es sólo una medida temporal.
Karen aparece de nuevo para decirle a la resistencia que se ha quedado sin tiempo y cruelmente ejecuta un combatiente capturado para probar su punto. Un enfurecido Tom va a enfrentar al Opresor (el mismo que habló con él en la nave) para exigirle respuestas. A través de Ben, la criatura revela que están tras algo en la Tierra, aunque no se especifica qué, y que el sacrificio de seres humanos era un favor. Para probar su punto que comienza a matar a Ben a través del enlace. Tom toma represalias disparando al Opresor en el cuello dejando a Anne para tratar de mantenerlo vivo.
Weaver discute con Tom por lo que hizo, por otra parte, Karen regresa a la 2nd Mass regresa nuevamente regodeándose y diciéndole a Hal que la resistencia es muy predecible, sin embargo, su actitud cambia cuando ve lo que le ha sucedido a su amo, es entonces que Tom le hace una propuesta: deja que los sobrevivientes tomen el camino hacia Charleston y le devolverán al invasor. Karen intenta atacarlo pero Ben la detiene, y ella le dice que las naves los matarán, pero Tom le revela que el edificio está lleno con C4 y que Pope tiene el detonador, por lo que si hay un ataque, ella y el Opresor morirán también, por lo que se ve forzada a aceptar las demandas de la resistencia. Al final, Ben se despide de Tom para unirse a la rebelión Skitter.

## Elenco
| - Noah Wyle como Tom Mason. - Moon Bloodgood como Anne Glass. - Drew Roy como Hal Mason. - Connor Jessup como Ben Mason. - Maxim Knight como Matt Mason. - Seychelle Gabriel como Lourdes Delgado. - Peter Shinkoda como Dai. - Sarah Sanguin Carter como Maggie. - Mpho Koahu como Anthony. - Colin Cunningham como John Pope. - Will Patton como Capitán Weaver. | - Ryan Robbins como Tector. - Luciana Carro como Crazy Lee. - Brad Kelly como Lyle. - Billy Wickman como Boon. - Jessy Schram como Karen. - Brandon Jay McLaren como Jamil Dexter. |

## Recepción del público
En Estados Unidos, Molon Labe fue visto por 3,45 millones de espectadores, de acuerdo con Nielsen Media Research, que representa nuevamente una baja respecto al episodio anterior, convirtiéndose en el segundo episodio menos visto de la temporada.